# 2020–2021-es Európa-liga (egyenes kieséses szakasz)
A 2020–2021-es Európa-liga egyenes kieséses szakasza 2021. február 18-án kezdődött és május 26-án ért véget. Az egyenes kieséses szakaszban az a 32 csapat vett részt, amelyek a csoportkör során a saját csoportjuk első két helyének valamelyikén, illetve az UEFA-bajnokok ligája csoportkörének harmadik helyén végeztek.

## Lebonyolítás
A döntő kivételével mindegyik mérkőzés oda-visszavágós rendszerben zajlott. A két találkozó végén az összesítésben jobbnak bizonyuló csapatok jutottak tovább a következő körbe. Ha az összesítésnél az eredmény döntetlen volt, akkor az idegenben több gólt szerző csapat jutott tovább. Amennyiben az idegenben lőtt gólok száma is azonos volt, akkor 30 perces hosszabbítást rendeztek a visszavágó rendes játékidejének lejárta után. Ha a 2x15 perces hosszabbításban gólt/gólokat szerzett mindkét együttes, és az összesített állás egyenlő volt, akkor a vendég csapat jutott tovább idegenben szerzett góllal/gólokkal. Gólnélküli hosszabbítás esetén büntetőpárbajra került sor. A döntőt egy mérkőzés keretében rendezték meg.

## A legjobb 16 közé jutásért

### Sorsolás
A legjobb 16 közé jutásért zajló mérkőzések párosításainak sorsolását 2020. december 14-én tartották.
A csapatok két kalapba kerültek.
- Kiemelt csapatok: az Európa-liga csoportkörének első helyezettjei, valamint az UEFA-bajnokok ligája csoportkörének négy legjobb harmadik helyezettje
- Nem kiemelt csapatok: az Európa-liga csoportkörének második helyezettjei, valamint az UEFA-bajnokok ligája csoportkörének másik négy harmadik helyezettje

A sorsolás során egy kiemelt csapat mellé egy nem kiemelt csapatot sorsoltak. Figyelembe vették, hogy azonos nemzetű együttesek, illetve az azonos csoportból továbbjutó csapatok nem szerepelhettek egymás ellen. A második kalapban szereplő csapatok játszották az első mérkőzést hazai pályán.

Az Európa-liga csoportkörének első és második helyezettjei
| Csoport   | Csoportelső (kiemeltek) | Csoportmásodik (nem kiemeltek) |
| --------- | ----------------------- | ------------------------------ |
| A csoport | Roma                    | Young Boys                     |
| B csoport | Arsenal                 | Molde                          |
| C csoport | Bayer Leverkusen        | Slavia Praha                   |
| D csoport | Rangers                 | Benfica                        |
| E csoport | PSV Eindhoven           | Granada                        |
| F csoport | Napoli                  | Real Sociedad                  |
| G csoport | Leicester City          | Braga                          |
| H csoport | Milan                   | Lille                          |
| I csoport | Villarreal              | Makkabi Tel-Aviv               |
| J csoport | Tottenham Hotspur       | Antwerp                        |
| K csoport | Dinamo Zagreb           | Wolfsberger AC                 |
| L csoport | 1899 Hoffenheim         | Crvena zvezda                  |

Az UEFA-bajnokok ligája csoportkörének harmadik helyezettjei
| Seed | Cs | Csapat            | M | Gy | D | V | G+ | G– | Gk | P | Seeding       |
| ---- | -- | ----------------- | - | -- | - | - | -- | -- | -- | - | ------------- |
| 1.   | H  | Manchester United | 6 | 3  | 0 | 3 | 15 | 10 | +5 | 9 | Kiemeltek     |
| 2.   | F  | Club Brugge       | 6 | 2  | 2 | 2 | 8  | 10 | −2 | 8 | Kiemeltek     |
| 3.   | B  | Sahtar Doneck     | 6 | 2  | 2 | 2 | 5  | 12 | −7 | 8 | Kiemeltek     |
| 4.   | D  | Ajax              | 6 | 2  | 1 | 3 | 7  | 7  | 0  | 7 | Kiemeltek     |
| 5.   | E  | Krasznodar        | 6 | 1  | 2 | 3 | 6  | 11 | −5 | 5 | Nem kiemeltek |
| 6.   | A  | Red Bull Salzburg | 6 | 1  | 1 | 4 | 10 | 17 | −7 | 4 | Nem kiemeltek |
| 7.   | G  | Dinamo Kijiv      | 6 | 1  | 1 | 4 | 4  | 13 | −9 | 4 | Nem kiemeltek |
| 8.   | C  | Olimbiakósz       | 6 | 1  | 0 | 5 | 2  | 10 | −8 | 3 | Nem kiemeltek |

### Párosítások
Az első mérkőzéseket február 18-án, a visszavágókat február 25-én játszották.
| 1. csapat         | Össz.Tooltip Aggregate score | 2. csapat         | 1. mérk. | 2. mérk. |
| ----------------- | ---------------------------- | ----------------- | -------- | -------- |
| Wolfsberger       | 1–8                          | Tottenham Hotspur | 1–4      | 0–4      |
| Dinamo Kijiv      | 2–1                          | Club Brugge       | 1–1      | 1–0      |
| Real Sociedad     | 0–4                          | Manchester United | 0–4      | 0–0      |
| Benfica           | 3–4                          | Arsenal           | 1–1      | 2–3      |
| Crvena zvezda     | 3–3 (i.g.)                   | Milan             | 2–2      | 1–1      |
| Antwerp           | 5–9                          | Rangers           | 3–4      | 2–5      |
| Slavia Praha      | 2–0                          | Leicester City    | 0–0      | 2–0      |
| Red Bull Salzburg | 1–4                          | Villarreal        | 0–2      | 1–2      |
| Braga             | 1–5                          | Roma              | 0–2      | 1–3      |
| Krasznodar        | 2–4                          | Dinamo Zagreb     | 2–3      | 0–1      |
| Young Boys        | 6–3                          | Bayer Leverkusen  | 4–3      | 2–0      |
| Molde             | 5–3                          | 1899 Hoffenheim   | 3–3      | 2–0      |
| Granada           | 3–2                          | Napoli            | 2–0      | 1–2      |
| Makkabi Tel-Aviv  | 0–3                          | Sahtar Doneck     | 0–2      | 0–1      |
| Lille             | 2–4                          | Ajax              | 1–2      | 1–2      |
| Olimbiakósz       | 5–4                          | PSV Eindhoven     | 4–2      | 1–2      |

### Mérkőzések
| 2021. február 18. 18:55 |

| Wolfsberger           | 1–4               | Tottenham Hotspur                                        |
| --------------------- | ----------------- | -------------------------------------------------------- |
| Liendl 55' (11-esből) | (0–3) Jegyzőkönyv | Son Heung-min 13' Bale 28' Lucas 34' Carlos Vinícius 88' |

| Puskás Aréna, Budapest (Magyarország) Játékvezető: Ali Palabıyık (török) |

| 2021. február 25. 18:00 (17:00 GMT) |

| Tottenham Hotspur                         | 4–0               | Wolfsberger |
| ----------------------------------------- | ----------------- | ----------- |
| Alli 11' Carlos Vinícius 50' 83' Bale 73' | (1–0) Jegyzőkönyv |             |

| Tottenham Hotspur Stadion, London Játékvezető: Matej Jug (szlovén) |

| 2021. február 18. 18:55 (19:55 EEST) |

| Dinamo Kijiv  | 1–1               | Club Brugge |
| ------------- | ----------------- | ----------- |
| Buyalskyi 62' | (0–0) Jegyzőkönyv | Mechele 67' |

| Olimpiai Stadion, Kijev Játékvezető: Mattias Gestranius (finn) |

| 2021. február 25. 21:00 |

| Club Brugge | 0–1               | Dinamo Kijiv  |
| ----------- | ----------------- | ------------- |
|             | (0–0) Jegyzőkönyv | Buyalskyi 83' |

| Jan Breydel Stadion, Brugge Játékvezető: Srđan Jovanović (szerb) |

| 2021. február 18. 18:55 |

| Real Sociedad | 0–4               | Manchester United                        |
| ------------- | ----------------- | ---------------------------------------- |
|               | (0–1) Jegyzőkönyv | Fernandes 27' 57' Rashford 65' James 90' |

| Juventus Stadion, Torino (Olaszország) Játékvezető: Sandro Schärer (svájci) |

| 2021. február 25. 21:00 (20:00 GMT) |

| Manchester United | 0–0         | Real Sociedad |
| ----------------- | ----------- | ------------- |
|                   | Jegyzőkönyv |               |

| Old Trafford, Manchester Játékvezető: Lawrence Visser (belga) |

| 2021. február 18. 21:00 (20:00 WET) |

| Benfica              | 1–1               | Arsenal  |
| -------------------- | ----------------- | -------- |
| Pizzi 55' (11-esből) | (0–0) Jegyzőkönyv | Saka 57' |

| Stadio Olimpico, Róma Játékvezető: Cüneyt Çakır (török) |

| 2021. február 25. 18:55 (20:00 GMT) |

| Arsenal                        | 3–2               | Benfica                 |
| ------------------------------ | ----------------- | ----------------------- |
| Aubameyang 21' 87' Tierney 67' | (1–1) Jegyzőkönyv | Gonçalves 43' Silva 61' |

| Karaiszkákisz Stadion, Pireusz (Görögország) Játékvezető: Björn Kuipers (holland) |

| 2021. február 18. 18:55 |

| Crvena zvezda                     | 2–2               | Milan                                       |
| --------------------------------- | ----------------- | ------------------------------------------- |
| Kanga 52' (11-esből) Pavkov 90+3' | (0–1) Jegyzőkönyv | Pankov 42' (öngól) Hernández 61' (11-esből) |

| Rajko Mitić Stadion, Belgrád Játékvezető: Anastasios Sidiropoulos (görög) |

| 2021. február 25. 21:00 |

| Milan                | 1–1               | Crvena zvezda |
| -------------------- | ----------------- | ------------- |
| Kessié 9' (11-esből) | (1–1) Jegyzőkönyv | Ben 24'       |

| San Siro, Milánó Játékvezető: Jesús Gil Manzano (spanyol) |

| 2021. február 18. 21:00 |

| Antwerp                                           | 3–4               | Rangers                                                  |
| ------------------------------------------------- | ----------------- | -------------------------------------------------------- |
| Avenatti 45' Refaelov 45+8' (11-esből) Hongla 67' | (2–1) Jegyzőkönyv | Aribo 39' Barišić 59' (11-esből) 90' (11-esből) Kent 83' |

| Bosuilstadion, Antwerpen Játékvezető: Georgi Kabakov (bolgár) |

| 2021. február 25. 18:55 (17:55 GMT) |

| Rangers                                                                         | 5–2               | Antwerp                    |
| ------------------------------------------------------------------------------- | ----------------- | -------------------------- |
| Morelos 9' Patterson 46' Kent 55' Barišić 79' (11-esből) Itten 90+2' (11-esből) | (1–1) Jegyzőkönyv | Refaelov 32' Lamkel Zé 57' |

| Ibrox Stadion, Glasgow Játékvezető: Paweł Raczkowski (lengyel) |

| 2021. február 18. 18:55 |

| Slavia Praha | 0–0         | Leicester City |
| ------------ | ----------- | -------------- |
|              | Jegyzőkönyv |                |

| Sinobo Stadion, Prága Játékvezető: Marco Guida (olasz) |

| 2021. február 25. 21:00 (20:00 BST) |

| Leicester City | 0–2               | Slavia Praha        |
| -------------- | ----------------- | ------------------- |
|                | (0–0) Jegyzőkönyv | Provod 49' Sima 79' |

| King Power Stadion, Leicester Játékvezető: Serdar Gözübüyük (holland) |

| 2021. február 18. 21:00 |

| Red Bull Salzburg | 0–2               | Villarreal           |
| ----------------- | ----------------- | -------------------- |
|                   | (0–1) Jegyzőkönyv | Alcácer 41' Niño 71' |

| Red Bull Arena, Wals-Siezenheim Játékvezető: Andris Treimanis (lett) |

| 2021. február 25. 18:55 |

| Villarreal                | 2–1               | Red Bull Salzburg |
| ------------------------- | ----------------- | ----------------- |
| Gerard 40' 89' (11-esből) | (1–1) Jegyzőkönyv | Berisha 17'       |

| Estadio de la Cerámica, Villarreal Játékvezető: Felix Zwayer (német) |

| 2021. február 18. 18:55 (17:55 WEST) |

| Braga | 0–2               | Roma                 |
| ----- | ----------------- | -------------------- |
|       | (0–1) Jegyzőkönyv | Džeko 5' Mayoral 86' |

| Braga városi stadion, Braga Játékvezető: Kovács István (román) |

| 2021. február 25. 21:00 |

| Roma                              | 3–1               | Braga                 |
| --------------------------------- | ----------------- | --------------------- |
| Džeko 24' Pérez 75' Mayoral 90+1' | (1–0) Jegyzőkönyv | Cristante 88' (öngól) |

| Stadio Olimpico, Róma Játékvezető: Andreas Ekberg (svéd) |

| 2021. február 18. 18:55 (20:55 MSK) |

| Krasznodar            | 2–3               | Dinamo Zagreb                 |
| --------------------- | ----------------- | ----------------------------- |
| Berg 28' Claesson 69' | (1–1) Jegyzőkönyv | Petković 15' 54' Atiemwen 75' |

| Krasznodar Stadion, Krasznodar Játékvezető: Bartosz Frankowski (lengyel) |

| 2021. február 25. 21:00 |

| Dinamo Zagreb | 1–0               | Krasznodar |
| ------------- | ----------------- | ---------- |
| Oršić 31'     | (1–0) Jegyzőkönyv |            |

| Maksimir Stadion, Zágráb Játékvezető: Halil Umut Meler (török) |

| 2021. február 18. 18:55 |

| Young Boys                               | 4–3               | Bayer Leverkusen         |
| ---------------------------------------- | ----------------- | ------------------------ |
| Fassnacht 3' Siebatcheu 19' 89' Elia 44' | (3–0) Jegyzőkönyv | Schick 49' 52' Diaby 68' |

| Stadion Wankdorf, Bern Játékvezető: Antonio Mateu Lahoz (spanyol) |

| 2021. február 25. 21:00 |

| Bayer Leverkusen | 0–2               | Young Boys                   |
| ---------------- | ----------------- | ---------------------------- |
|                  | (0–0) Jegyzőkönyv | Siebatcheu 48' Fassnacht 86' |

| BayArena, Leverkusen Játékvezető: Davide Massa (olasz) |

| 2021. február 18. 21:00 |

| Molde                                 | 3–3               | 1899 Hoffenheim                 |
| ------------------------------------- | ----------------- | ------------------------------- |
| Ellingsen 41' Andersen 70' Fofana 74' | (1–3) Jegyzőkönyv | Dabbur 8' 28' Baumgartner 45+3' |

| Estadio de la Cerámica, Villarreal (Spanyolország) Játékvezető: Stéphanie Frappart (francia) |

| 2021. február 25. 18:55 |

| 1899 Hoffenheim | 0–2               | Molde              |
| --------------- | ----------------- | ------------------ |
|                 | (0–1) Jegyzőkönyv | Andersen 20' 90+5' |

| Rhein-Neckar-Arena, Sinsheim Játékvezető: Aleksei Kulbakov (fehérorosz) |

| 2021. február 18. 21:00 |

| Granada                | 2–0               | Napoli |
| ---------------------- | ----------------- | ------ |
| Herrera 19' Kenedy 21' | (2–0) Jegyzőkönyv |        |

| Nuevo Los Cármenes, Granada Játékvezető: Szergej Karaszjov (orosz) |

| 2021. február 25. 18:55 |

| Napoli                  | 2–1               | Granada     |
| ----------------------- | ----------------- | ----------- |
| Zieliński 3' Fabián 59' | (1–1) Jegyzőkönyv | Montoro 25' |

| Diego Armando Maradona Stadion, Nápoly Játékvezető: Daniel Siebert (német) |

| 2021. február 18. 21:00 (22:00 IDT) |

| Makkabi Tel-Aviv | 0–2               | Sahtar Doneck          |
| ---------------- | ----------------- | ---------------------- |
|                  | (0–1) Jegyzőkönyv | Patrick 31' Tetê 90+3' |

| Bloomfield Stadion, Tel Aviv Játékvezető: François Letexier (francia) |

| 2021. február 25. 18:55 (19:55 EET) |

| Sahtar Doneck         | 1–0               | Makkabi Tel-Aviv |
| --------------------- | ----------------- | ---------------- |
| Moraes 67' (11-esből) | (0–0) Jegyzőkönyv |                  |

| Olimpiai Stadion, Kijev Játékvezető: José María Sánchez Martínez (spanyol) |

| 2021. február 18. 21:00 |

| Lille    | 1–2               | Ajax                             |
| -------- | ----------------- | -------------------------------- |
| Weah 72' | (0–0) Jegyzőkönyv | Tadić 87' (11-esből) Brobbey 89' |

| Stade Pierre-Mauroy, Villeneuve-d'Ascq Játékvezető: Ivan Kružliak (szlovák) |

| 2021. február 25. 18:55 |

| Ajax                   | 2–1               | Lille                 |
| ---------------------- | ----------------- | --------------------- |
| Klaassen 15' Neres 88' | (1–0) Jegyzőkönyv | Yazıcı 78' (11-esből) |

| Johan Cruijff Arena, Amszterdam Játékvezető: Willie Collum (skót) |

| 2021. február 18. 18:55 (19:55 EEST) |

| Olimbiakósz                                           | 4–2               | PSV Eindhoven  |
| ----------------------------------------------------- | ----------------- | -------------- |
| Bouchalakis 9' M'Vila 37' El-Arabi 45+2' Masouras 83' | (3–2) Jegyzőkönyv | Zahavi 14' 40' |

| Karaiszkákisz Stadion, Pireusz Játékvezető: Andreas Ekberg (svéd) |

| 2021. február 25. 21:00 |

| PSV Eindhoven  | 2–1               | Olimbiakósz |
| -------------- | ----------------- | ----------- |
| Zahavi 23' 44' | (2–0) Jegyzőkönyv | Hassan 88'  |

| Philips Stadion, Eindhoven Játékvezető: Clément Turpin (francia) |

## Nyolcaddöntők
A nyolcaddöntők sorsolását 2021. február 26-án tartották. Az első mérkőzéseket március 11-én, a visszavágókat március 18-án játszották.

### Párosítások
| 1. csapat         | Össz.Tooltip Aggregate score | 2. csapat     | 1. mérk. | 2. mérk.   |
| ----------------- | ---------------------------- | ------------- | -------- | ---------- |
| Ajax              | 5–0                          | Young Boys    | 3–0      | 2–0        |
| Dinamo Kijiv      | 0–4                          | Villarreal    | 0–2      | 0–2        |
| Roma              | 5–1                          | Sahtar Doneck | 3–0      | 2–1        |
| Olimbiakósz       | 2–3                          | Arsenal       | 1–3      | 1–0        |
| Tottenham Hotspur | 2–3                          | Dinamo Zagreb | 2–0      | 0–3 (h.u.) |
| Manchester United | 2–1                          | Milan         | 1–1      | 1–0        |
| Slavia Praha      | 3–1                          | Rangers       | 1–1      | 2–0        |
| Granada           | 3–2                          | Molde         | 2–0      | 1–2        |

1. ↑  A sorsoláshoz képest a pályaválasztói jogot felcserélték. A második mérkőzés az Arsenal–Olimbiakósz találkozóval azonos városban lett volna, és az Arsenal angol kupagyőztesként magasabb prioritású volt a Tottenham Hotspurnál.[4][5]

### Mérkőzések
| 2021. március 11. 18:55 |

| Ajax                                 | 3–0               | Young Boys |
| ------------------------------------ | ----------------- | ---------- |
| Klaassen 62' Tadić 82' Brobbey 90+2' | (0–0) Jegyzőkönyv |            |

| Johan Cruijff Arena, Amszterdam Játékvezető: Marco Guida (olasz) |

| 2021. március 18. 21:00 |

| Young Boys | 0–2               | Ajax                           |
| ---------- | ----------------- | ------------------------------ |
|            | (0–1) Jegyzőkönyv | Neres 21' Tadić 49' (11-esből) |

| Stadion Wankdorf, Bern Játékvezető: Bobby Madden (skót) |

| 2021. március 11. 18:55 (19:55 EET) |

| Dinamo Kijiv | 0–2               | Villarreal            |
| ------------ | ----------------- | --------------------- |
|              | (0–1) Jegyzőkönyv | Torres 30' Albiol 52' |

| Olimpiai Stadion, Kijev Játékvezető: Michael Oliver (angol) |

| 2021. március 18. 21:00 |

| Villarreal     | 2–0               | Dinamo Kijiv |
| -------------- | ----------------- | ------------ |
| Gerard 13' 36' | (2–0) Jegyzőkönyv |              |

| Estadio de la Cerámica, Villarreal Játékvezető: Andreas Ekberg (svéd) |

| 2021. március 11. 21:00 |

| Roma                                       | 3–0               | Sahtar Doneck |
| ------------------------------------------ | ----------------- | ------------- |
| Pellegrini 23' El Shaarawy 73' Mancini 77' | (1–0) Jegyzőkönyv |               |

| Stadio Olimpico, Róma Játékvezető: Artur Soares Dias (portugál) |

| 2021. március 18. 18:55 (19:55 EET) |

| Sahtar Doneck | 1–2               | Roma            |
| ------------- | ----------------- | --------------- |
| Moraes 59'    | (0–0) Jegyzőkönyv | Mayoral 48' 72' |

| Olimpiai Stadion, Kijev Játékvezető: Antonio Mateu Lahoz (spanyol) |

| 2021. március 11. 21:00 (22:00 EET) |

| Olimbiakósz  | 1–3               | Arsenal                             |
| ------------ | ----------------- | ----------------------------------- |
| El-Arabi 58' | (0–1) Jegyzőkönyv | Ødegaard 34' Gabriel 80' Elneny 85' |

| Karaiszkákisz Stadion, Pireusz Játékvezető: Daniel Siebert (német) |

| 2021. március 18. 18:55 (17:55 GMT) |

| Arsenal | 0–1               | Olimbiakósz  |
| ------- | ----------------- | ------------ |
|         | (0–0) Jegyzőkönyv | El-Arabi 51' |

| Emirates Stadion, London Játékvezető: Carlos del Cerro Grande (spanyol) |

| 2021. március 11. 21:00 (20:00 GMT) |

| Tottenham Hotspur | 2–0               | Dinamo Zagreb |
| ----------------- | ----------------- | ------------- |
| Kane 25' 70'      | (1–0) Jegyzőkönyv |               |

| Tottenham Hotspur Stadion, London Játékvezető: Serdar Gözübüyük (holland) |

| 2021. március 18. 18:55 |

| Dinamo Zagreb      | 3–0 (h. u.)                 | Tottenham Hotspur |
| ------------------ | --------------------------- | ----------------- |
| Oršić 62' 83' 106' | (0–0, 2–0, 2–0) Jegyzőkönyv |                   |

| Maksimir Stadion, Zágráb Játékvezető: Davide Massa (olasz) |

| 2021. március 11. 18:55 (17:55 GMT) |

| Manchester United | 1–1               | Milan      |
| ----------------- | ----------------- | ---------- |
| Diallo 50'        | (0–0) Jegyzőkönyv | Kjær 90+2' |

| Old Trafford, Manchester Játékvezető: Slavko Vinčić (szlovén) |

| 2021. március 18. 21:00 |

| Milan | 0–1               | Manchester United |
| ----- | ----------------- | ----------------- |
|       | (0–0) Jegyzőkönyv | Pogba 49'         |

| San Siro, Milánó Játékvezető: Felix Brych (német) |

| 2021. március 11. 18:55 |

| Slavia Praha | 1–1               | Rangers      |
| ------------ | ----------------- | ------------ |
| Stanciu 7'   | (1–1) Jegyzőkönyv | Helander 36' |

| Sinobo Stadion, Prága Játékvezető: Ovidiu Hațegan (román) |

| 2021. március 18. 21:00 (20:00 GMT) |

| Rangers | 0–2               | Slavia Praha             |
| ------- | ----------------- | ------------------------ |
|         | (0–1) Jegyzőkönyv | Olayinka 14' Stanciu 74' |

| Ibrox Stadion, Glasgow Játékvezető: Orel Grinfeld (izraeli) |

| 2021. március 11. 21:00 |

| Granada                | 2–0               | Molde |
| ---------------------- | ----------------- | ----- |
| Molina 26' Soldado 76' | (1–0) Jegyzőkönyv |       |

| Nuevo Los Cármenes, Granada Játékvezető: Paweł Raczkowski (lengyel) |

| 2021. március 18. 18:55 |

| Molde                                     | 2–1               | Granada     |
| ----------------------------------------- | ----------------- | ----------- |
| Vallejo 29' (öngól) Hestad 90' (11-esből) | (1–0) Jegyzőkönyv | Soldado 72' |

| Puskás Aréna, Budapest (Magyarország) Játékvezető: Srđan Jovanović (szerb) |

## Negyeddöntők
A negyeddöntők sorsolását 2021. március 19-én tartották. Az első mérkőzéseket április 8-án, a visszavágókat április 15-én játszották.

### Párosítások
| 1. csapat     | Össz.Tooltip Aggregate score | 2. csapat         | 1. mérk. | 2. mérk. |
| ------------- | ---------------------------- | ----------------- | -------- | -------- |
| Granada       | 0–4                          | Manchester United | 0–2      | 0–2      |
| Arsenal       | 5–1                          | Slavia Praha      | 1–1      | 4–0      |
| Ajax          | 2–3                          | Roma              | 1–2      | 1–1      |
| Dinamo Zagreb | 1–3                          | Villarreal        | 0–1      | 1–2      |

### Mérkőzések
| 2021. április 8. 21:00 |

| Granada | 0–2               | Manchester United                     |
| ------- | ----------------- | ------------------------------------- |
|         | (0–1) Jegyzőkönyv | Rashford 31' Fernandes 90' (11-esből) |

| Nuevo Los Cármenes, Granada Játékvezető: Artur Soares Dias (portugál) |

| 2021. április 15. 21:00 (20:00 BST) |

| Manchester United             | 2–0               | Granada |
| ----------------------------- | ----------------- | ------- |
| Cavani 6' Vallejo 90' (öngól) | (1–0) Jegyzőkönyv |         |

| Old Trafford, Manchester Játékvezető: Kovács István (román) |

| 2021. április 8. 21:00 (20:00 BST) |

| Arsenal  | 1–1               | Slavia Praha |
| -------- | ----------------- | ------------ |
| Pépé 86' | (0–0) Jegyzőkönyv | Holeš 90+4'  |

| Emirates Stadion, London Játékvezető: Andreas Ekberg (svéd) |

| 2021. április 15. 21:00 |

| Slavia Praha | 0–4               | Arsenal                                        |
| ------------ | ----------------- | ---------------------------------------------- |
|              | (0–3) Jegyzőkönyv | Pépé 18' Lacazette 21' (11-esből) 77' Saka 24' |

| Sinobo Stadion, Prága Játékvezető: Cüneyt Çakır (török) |

| 2021. április 8. 21:00 |

| Ajax         | 1–2               | Roma                      |
| ------------ | ----------------- | ------------------------- |
| Klaassen 39' | (1–0) Jegyzőkönyv | Pellegrini 57' Ibañez 87' |

| Johan Cruijff Arena, Amszterdam Játékvezető: Szergej Karaszjov (orosz) |

| 2021. április 15. 21:00 |

| Roma      | 1–1               | Ajax        |
| --------- | ----------------- | ----------- |
| Džeko 72' | (0–0) Jegyzőkönyv | Brobbey 49' |

| Stadio Olimpico, Róma Játékvezető: Anthony Taylor (angol) |

| 2021. április 8. 21:00 |

| Dinamo Zagreb | 0–1               | Villarreal            |
| ------------- | ----------------- | --------------------- |
|               | (0–1) Jegyzőkönyv | Gerard 44' (11-esből) |

| Maksimir Stadion, Zágráb Játékvezető: Daniel Siebert (német) |

| 2021. április 15. 21:00 |

| Villarreal             | 2–1               | Dinamo Zagreb |
| ---------------------- | ----------------- | ------------- |
| Alcácer 36' Gerard 43' | (2–0) Jegyzőkönyv | Oršić 74'     |

| Estadio de la Cerámica, Villarreal Játékvezető: Danny Makkelie (holland) |

## Elődöntők
Az elődöntők sorsolását 2021. március 19-én tartották, a negyeddöntők sorsolását követően. Az első mérkőzéseket április 29-én, a visszavágókat május 6-án játszották.

### Párosítások
| 1. csapat         | Össz.Tooltip Aggregate score | 2. csapat | 1. mérk. | 2. mérk. |
| ----------------- | ---------------------------- | --------- | -------- | -------- |
| Manchester United | 8–5                          | Roma      | 6–2      | 2–3      |
| Villarreal        | 2–1                          | Arsenal   | 2–1      | 0–0      |

### Mérkőzések
| 2021. április 29. 21:00 (20:00 BST) |

| Manchester United                                                  | 6–2               | Roma                                |
| ------------------------------------------------------------------ | ----------------- | ----------------------------------- |
| Fernandes 9' 71' (11-esből) Cavani 48' 64' Pogba 75' Greenwood 86' | (1–2) Jegyzőkönyv | Pellegrini 15' (11-esből) Džeko 34' |

| Old Trafford, Manchester Játékvezető: Carlos del Cerro Grande (spanyol) |

| 2021. május 6. 21:00 |

| Roma                                       | 3–2               | Manchester United |
| ------------------------------------------ | ----------------- | ----------------- |
| Džeko 57' Cristante 60' Telles 83' (öngól) | (0–1) Jegyzőkönyv | Cavani 39' 68'    |

| Stadio Olimpico, Róma Játékvezető: Felix Brych (német) |

| 2021. április 29. 21:00 |

| Villarreal              | 2–1               | Arsenal             |
| ----------------------- | ----------------- | ------------------- |
| Trigueros 5' Albiol 29' | (2–0) Jegyzőkönyv | Pépé 73' (11-esből) |

| Estadio de la Cerámica, Villarreal Játékvezető: Artur Soares Dias (portugál) |

| 2021. május 6. 21:00 (20:00 BST) |

| Arsenal | 0–0         | Villarreal |
| ------- | ----------- | ---------- |
|         | Jegyzőkönyv |            |

| Emirates Stadion, London Játékvezető: Slavko Vinčić (szlovén) |

## Döntő
A döntőt 2021. május 26-án játszották a Stadion Energa Gdańskban. A pályaválasztót 2021. március 19-én sorsolták, az elődöntők sorsolását követően.
| 2021. május 26. 21:00 |

| Villarreal                                                                  | 1–1 (h. u.)       | Manchester United                                                              |
| --------------------------------------------------------------------------- | ----------------- | ------------------------------------------------------------------------------ |
| Moreno 29'                                                                  | (1–0) Jegyzőkönyv | Cavani 55'                                                                     |
| Büntetőpárbaj                                                               |                   |                                                                                |
| Moreno Raba Alcácer Moreno Parejo Gómez Albiol Coquelin Gaspar Torres Rulli | 11–10             | Mata Telles Fernandes Rashford Cavani Fred James Shaw Tuanzebe Lindelöf de Gea |

| Stadion Energa Gdańsk, Gdańsk Nézőszám: 9412 Játékvezető: Clément Turpin (francia) |